# フィリップ2世・ド・ナントゥイユ
フィリップ2世・ド・ナントゥイユ（フランス語: Philippe II de Nanteuil、1258年没）は、フランス出身の騎士、トルバドゥール。彼は父のフィリップ1世・ド・ナントゥイユ（仏: Philippe I de Nanteuil）からナントゥイユ・ル・オドゥアンの封土を継承した。彼はナバラ王でトルヴェールでもあったテオバルド詩人王の封臣で、2人は友人にもなった:48。

## 十字軍
1239年、ヤッファ伯ゴーティエ・ド・ブリエンヌは十字軍に従軍した多くのフランス人とともにアイユーブ朝の捕虜になった。ナントゥイユもその1人で、カイロで囚われていた。彼はそこでEn chantant veil mon duel faireというシャンソンを書き:221、騎士修道会を批判した:60。

## 家族
1235年、ジャン2世・ド・ネールの娘イザボーと結婚、4人の子女をもうけた。
- ジャン・ド・ナントゥイユ（フランス語版）
- ティボー・ド・ナントゥイユ（フランス語版）
- アリックス・ド・ナントゥイユ
- フィリップ3世・ド・ナントゥイユ